# (864) Aase
(864) Aase – planetoida z pasa głównego asteroid.

## Odkrycie
Została odkryta 30 września 1921 roku w Landessternwarte Heidelberg-Königstuhl w Heidelbergu przez Karla Reinmutha. Nazwa pochodzi od Åse (pol. Aza), postaci z dramatu Peer Gynt Henrika Ibsena. Przed nadaniem nazwy planetoida nosiła oznaczenie tymczasowe (864) A921 SB.

## Orbita
(864) Aase okrąża Słońce w ciągu 3 lat i 104 dni w średniej odległości 2,21 au. Planetoida należy do rodziny planetoidy Flora nazywanej też czasem rodziną Ariadne.